# Liquidation
Liquidation (von lateinisch liquidare ‚verflüssigen‘) ist die Abwicklung einer Gesellschaft durch den Verkauf aller Vermögensgegenstände, die Begleichung aller Schulden und die Verteilung der verbleibenden Geldmittel an die Anteilseigner oder eine andere in dem Gesellschaftsvertrag bestimmte Institution. Ziel der Liquidation ist die Beendigung der Gesellschaft.

## Allgemeines
Aus der gesellschaftsrechtlichen Perspektive ist die Liquidation oder Abwicklung der Beginn des Zeitraumes nach der Auflösung der Gesellschaft oder des Vereins, durch den sie zur tatsächlichen Vermögenslosigkeit geführt werden, um die Vollbeendigung ihrer Existenz durch registerliche Löschung zu ermöglichen. Es handelt sich also um die zweite Phase der Beendigung einer Gesellschaft oder eines Vereins, ihr vorauszugehen hat rechtsformunabhängig die Auflösung, ihr folgt die Löschung im Register. Die Liquidationsphase findet nur statt, wenn eine (nicht insolvente) Gesellschaft regulär beendet werden soll oder ein Insolvenzantrag mangels Masse abgelehnt wurde. Die Liquidation im Rahmen eines Insolvenzverfahrens folgt hingegen den komplexen Sondernormen der Insolvenzordnung.

## Liquidator
Die Abwicklung wird nach der gesetzlichen Festlegung durch die Vorstandsmitglieder und Geschäftsführer durchgeführt, im Gesellschaftsvertrag oder durch Beschluss der Hauptversammlung kann jedoch auch eine andere Person als Abwickler bestimmt werden (§ 265 Abs. 1 und 2 AktG, §§ 146 ff. HGB für Personengesellschaften). Die mit der Liquidation eines Vereins oder einer Handelsgesellschaft nach deutschem Recht (z. B. nach HGB, GmbHG, AktG oder BGB) betrauten Personen werden auch Liquidator genannt. Die gleiche Bezeichnung tragen in der Schweiz unter anderem die mit der Durchführung eines Liquidationsvergleichs betrauten Personen. Die Abwickler vertreten die Gesellschaft gerichtlich und außergerichtlich (§ 269 Abs. 1 AktG). Ähnliche Regeln gelten für die GmbH (§ 66 Abs. 1 GmbHG). Die Liquidatoren werden bei Handelsgesellschaften in das Handelsregister eingetragen.
Aufgabe der Abwickler ist es, im Interesse der Gläubiger sowie der Aktionäre und Gesellschafter eine möglichst große Verteilungsmasse zu erwirtschaften. Bei einer Offenen Liquidation haben die Abwickler die Liquidationsabsicht öffentlich bekanntzumachen, die laufenden Geschäfte zu beenden, die Forderungen einzuziehen, das übrige Vermögen in Geld umzusetzen und durch einen Gläubigeraufruf diese aufzufordern, sich zu melden (§ 65 Abs. 2 GmbHG). Ab dieser Bekanntmachung beginnt die Frist für das Sperrjahr (§ 73 Abs. 1 GmbHG), vor dessen Ablauf und kompletter Schuldentilgung darf das verbleibende Gesellschaftsvermögen nicht an die Gesellschafter verteilt werden; bei Verstoß haften die Liquidatoren mit ihrem Privatvermögen (Gläubigerschutz). Vor dem 1. September 2009 hatte diese Bekanntmachung noch drei Mal zu erfolgen, bevor das Sperrjahr beginnen konnte.
Der Liquidator ist Organ der Gesellschaft und haftet in dieser Funktion nach den allgemeinen Regeln. Beispielsweise hat er die steuerlichen Pflichten für die Liquidationsgesellschaft zu erfüllen.

## Durchführung der Liquidation
Zur Liquidation gehört auch die Veräußerung des Unternehmens insgesamt oder in betriebsfähigen Teilbetrieben. Es dürfen alle der Liquidation dienlichen Geschäfte durchgeführt und gegebenenfalls auch Neuverträge abgeschlossen werden. Während der Liquidationsphase tragen die Gesellschaften einen den Abwicklungsprozess kennzeichnenden Firmenzusatz („i. L.“ für „in Liquidation“ oder „i. A.“/„i. Abw.“ für „in Abwicklung“; z. B. § 71 Abs. 5 GmbHG). Zweck und Inhalt der Liquidation ist die Beendigung der laufenden Geschäfte mit dem Ziel, nach Erfüllung aller Verbindlichkeiten das verbleibende, ausschließlich in Geld bestehende Vermögen an die Gesellschafter zu verteilen (§ 72 GmbHG). Das zu verteilende Restvermögen abzüglich der Liquidationskosten wird als Liquidationserlös bezeichnet.

## Ende der Liquidation
Nach Verteilung des Liquidationserlöses an die Gesellschafter und der Erstellung der Schlussrechnung müssen die Abwickler die Beendigung der Abwicklung zum Handelsregister anmelden. Mit der Anmeldung sind dem Gericht ein Exemplar über die Bekanntmachung der Auflösungserklärung mit Gläubigeraufruf vorzulegen. Die Gesellschaft ist damit beendet und wird im Handelsregister gelöscht (§ 273 AktG, § 74 Abs. 1 GmbHG). Die Liquidation führt nach ihrer Beendigung grundsätzlich zum Wegfall der Rechts- und Parteifähigkeit, das heißt eine Kapitalgesellschaft verfügt dann nicht mehr über Aktivvermögen und wird im Handelsregister gelöscht. Die im Verlauf eines anhängigen Prozesses betriebene Liquidation begründet dann einen Wegfall der Parteifähigkeit, wenn eine Gesellschaft vollständig beendet ist, sie mithin im Handelsregister gelöscht wurde, kein Aktivvermögen mehr vorhanden ist und damit zugleich – bei einem Passivprozess – das Zugriffsobjekt für den Kläger entfallen ist. Eine Personengesellschaft ist hingegen steuerrechtlich so lange als materiell-rechtlich weiter existent anzusehen, wie gegen sie noch Gewerbesteueransprüche geltend gemacht werden; infolgedessen gilt sie für die Dauer des Rechtsstreits über den Gewerbesteuermessbescheid als steuerrechtlich existent. Bei Personengesellschaften ist keine gesetzliche Regelung vorgesehen, weil Gläubigerschutzbestimmungen wegen der Vollhafterfunktion nicht erforderlich sind. Nach § 131 Abs. 3 Satz 1 Nr. 1 HGB scheidet nämlich ein persönlich haftender Gesellschafter erst mit der Vollbeendigung der OHG oder KG aus. OHG und KG erlöschen mit ihrer Vollbeendigung, die Löschung im Handelsregister hat lediglich noch deklaratorische Bedeutung.

## Löschung
Das Ende der Liquidation überführt die Gesellschaft in das Stadium ihrer Löschungsfähigkeit, die durch das Registergericht sorgfältig nach § 26 FamFG zu prüfen ist. Dabei hat das Registergericht von Amts wegen zu ermitteln, ob die Abwicklung tatsächlich beendet wurde und folglich weder Restvermögen vorhanden noch sonstige Abwicklungsmaßnahmen erforderlich sind. Insbesondere hat das Gericht von Amts wegen die erforderlichen Ermittlungen aufzunehmen und kann in diesem Zusammenhang die Anmeldung z. B. dem Finanzamt zur Stellungnahme zuleiten, ob die Liquidationsabschlussbilanz vorgelegt wurde und die steuerliche Veranlagung abgeschlossen ist. Sollten Bedenken oder Einwände geäußert werden, wird die Eintragung der Löschung bis zur Vollbeendigung zurückgestellt. Ergeben sich keine Bedenken, trägt das Registergericht das Erlöschen ein („Die Liquidation ist beendet. Die Gesellschaft ist gelöscht“). Mit Löschung im Register tritt die Beendigung ein (§ 74 GmbHG).
Die Löschung im Handelsregister beeinträchtigt die Parteifähigkeit und Prozessfähigkeit so lange nicht, als die Rechtsverhältnisse einer Personengesellschaft mit Dritten noch nicht abgewickelt sind. Der Untergang der Parteifähigkeit und Prozessfähigkeit einer Personengesellschaft setzt nämlich deren Vollbeendigung voraus. Die Löschung hat lediglich deklaratorische Wirkung, so dass das Fehlen von Aktivvermögen für die Vollbeendigung maßgebend ist. Ist im Gesellschaftsvertrag einer GbR bestimmt, dass nach dem Ausscheiden eines Gesellschafters die Gesellschaft unter den verbleibenden Gesellschaftern fortgesetzt wird, und scheidet der vorletzte Gesellschafter aus der GbR aus, so führt dies zur liquidationslosen Vollbeendigung der Gesellschaft.
Mit der Löschung aus dem Handelsregister hört die Gesellschaft auf zu existieren. Nur ausnahmsweise können die drei Stadien Auflösung-Liquidation-Vollbeendigung zusammenfallen, insbesondere bei Löschung der Gesellschaft wegen Vermögenslosigkeit durch das Registergericht gemäß § 394 Abs. 1 FamFG. Eine Löschung wegen Vermögenslosigkeit von Amts wegen ist für alle Kapitalgesellschaften (AG, GmbH und KGaA) materiell-rechtlich in dieser Vorschrift vorgesehen. Die Löschung führt zum Wegfall als juristische Person. Auch die Vermögenslosigkeit ist wegen der schwerwiegenden Folgen einer Löschung vom Registergericht sorgfältig zu prüfen.
Stellt sich nachträglich heraus, dass doch noch bisher unentdecktes Vermögen vorhanden ist, muss eine Nachtragsliquidation durchgeführt werden.